# Marko Bašić (cầu thủ bóng đá, sinh 1988)
Marko Bašić (sinh ngày 25 tháng 5 năm 1988) là một cầu thủ bóng đá người Croatia thi đấu cho  Grasshopper Club Zürich.